# Nyctiophylax barrorum
Nyctiophylax barrorum là một loài Trichoptera trong họ Polycentropodidae. Chúng phân bố ở miền Tân bắc.